# 靳学颜
靳學顏（1513年—1571年），字子愚，號两城，山东濟寧州（今山东省济宁市）人。明朝政治人物，隆庆间官至吏部左侍郎。曾上疏建议改革金融制度。

## 生平
靳学颜於嘉靖十三年（1534年）举山東乡试第一。次年（1535年）聯捷乙未科进士，授河南南阳府推官，以清廉著稱。历官松江府、吉安府知府。嘉靖二十九年（1550年）升陕西提学副使，丁艰归。嘉靖三十四年复除原职，三十八年升陕西按察使，累迁陕西左布政使。
隆庆初年，入京为太仆寺卿，二年六月改光禄寺卿。不久，拜為右副都御史，巡抚山西。应诏陈理财，凡万余言，尤其詳細涉及选兵、铸钱、积谷。朝廷交付有關部門商討，最終未能盡行。四年二月升任工部右侍郎，四月改吏部右侍郎，八月暂协理兵部事，九月督饷，十月晉升為左侍郎。高拱任首辅，把持朝政，靳学颜稱病归，隆慶五年（1571年）六月卒於鄉。《明史》有傳。

## 著作
工詩，有《靳兩城先生集》二十卷行于世。

## 家族
曾祖靳礼。祖父靳镗。父靳顯（1481年-1565年），字孔彰，號鳳灣，引禮舍人，誥封中憲大夫吉安府知府。母田氏（？-1552年），封恭人。重庆下。弟靳学曾，嘉靖二十三年进士。子靳需、靳雷、靳雯。孙靳于統，天啓二年进士。

## 靳学颜的货币理论
靳学颜在其上疏中写道：“睹天下之民皇皇以匮乏为虑者，非布帛五谷不足也，银不足耳。夫银，寒不可衣，饥不可食，不过贸迁以通衣食之用，独奈何用银而废钱？钱益废，银益独行。独行则藏益深，而银益贵，货益贱，而折色之办益难。豪右乘其贱收之，时其贵出之。银积于豪右者愈厚，行于天下者愈少。更逾数十年，臣不知所底止矣。钱者，泉也，不可一日无。计者谓钱法之难有二：利不鸑本，民不愿行。此皆非也。夫朝廷以山海之产为材，以亿兆之力为工，以贤士大夫为役，何本之费？诚令民以铜炭赎罪，而匠役则取之营军，一指麾间，钱遍天下矣。至不顾行钱者，独奸豪尔。请自今事例、罚赎、征税、赐赉、宗禄、官俸、军饷之属，悉银钱兼支。上以是征，下以是输，何患其不行哉。”

## 延伸阅读
[在维基数据编辑]
 在维基文库阅读此作者作品
 《明史卷二百一十四》，出自《明史》
 《國朝獻徵錄·卷之二十六》，出自焦竑《國朝獻徵錄》